# Кугу, Леопольд
Леопольд Кугу (фр. Leopold Kouogueu Kouomou, 2 марта 1974 года) — камерунский шашист, чемпион Африки 2006, вице-чемпион 2000, 2003 годов. Участник Всемирных интеллектуальных игр 2008 года, чемпионатов мира по международным шашкам 2001 (11 место), 2007 (8 место), 2015 года (19 место), 2017 (6 место в полуфинале В) и 2025 27 место (7 место в подгруппе D), чемпионатов Африки 2009 (5 место), 2010 (10 место) и 2014 (5 место), 2024 (4 место в финале В) годов. Международный гроссмейстер.